# Вересковий провулок (Київ)
Ве́ресковий прову́лок — провулок у Дарницькому районі міста Києва, селище Бортничі. Пролягає від вулиці Варвари Маслюченко до Борової вулиці. 

## Історія
Виник на початку 2000-х років, мав назву провулок Жданова, на честь радянського державного діяча Андрія Жданова. Сучасна назва — з 2015 року.